# هنري كيندال (ممثل)
هنري كيندال (بالإنجليزية: Henry Kendall)‏ هو ممثل بريطاني (وحمل سابقاً جنسية المملكة المتحدة لبريطانيا العظمى وأيرلندا)، ولد في 28 مايو 1897 بلندن في المملكة المتحدة، وتوفي بنفس المكان في 9 يونيو 1962.

## وصلات خارجية
- هنري كيندال على موقع IMDb (الإنجليزية)
- هنري كيندال على موقع ألو سيني (الفرنسية)
- هنري كيندال على موقع أول موفي (الإنجليزية)
- هنري كيندال على موقع قاعدة بيانات برودواي على الإنترنت (الإنجليزية)
- هنري كيندال على موقع قاعدة بيانات الأفلام السويدية (السويدية)
- هنري كيندال على موقع قاعدة بيانات الفيلم (الإنجليزية)
- هنري كيندال على موقع كينوبويسك (الروسية)